# El aspirante
El aspirante es una película española de thriller de 2024, coeditada, coproducida y dirigida por Juan Gautier, quien también coescribió el guion junto a Josep lluís Gómez Frechilla y Samuel Hurtado, basado en su cortometraje homónimo de 2015. Está protagonizada por Lucas Nabor, Jorge Motos, Eduardo Rosa y Catalina Sopelana. Tuvo su estreno en el Atlántida Film Festival el 23 de julio de 2024, y luego se estrenó en cines españoles el 20 de septiembre de 2024, con distribución de Begin Again Films.

## Trama
Comienza la Jornada Cero de novatadas en la residencia universitaria. Carlos y Dani aceptan el reto de 24 horas con el fin de integrarse y hacer amigos. Lo que empieza como un juego divertido, pronto se convierte en una espiral perversa dirigida por Pepe, el veterano líder. Carlos y Dani tendrán que enfrentarse a lo peor de sí mismos antes de que la violencia estalle fuera de control.

## Reparto
- Lucas Nabor como Carlos
- Jorge Motos como Dani
- Eduardo Rosa como Pepe
- Catalina Sopelana como Lau
- Pedro Rubio como Olmo
- Felipe Pirazán como Fer
- Jorge Corrás como Julio
- Javier Mira
- Raquel Herrera como Tifa
- Koldo Olabarri como Chico Pelea
- José Luis Hijón como bailarín novato

## Producción
El proyecto de El aspirante nació en 2008, cuando el cineasta Juan Gautier y su hermana y productora, Andrea Gautier, recibieron a través de su productora Smiz and Pixel un encargo de un vídeo didáctico para una ONG sobre la masculinidad asociada a conductas violentas. Los dos hermanos optaron por una historia de género sobre las novatadas en Colegios Mayores, inspirados por el trabajo de su padre como director de un colegio mayor. Años después de la producción de dicho vídeo, Juan Gautier creó el cortometraje El aspirante en 2015, el cual revisitó dicho concepto. En 2017, Smiz and Pixel logró obtener una ayuda a desarrollo a través de Film Madrid para producir una adaptación a largometraje del corto, la cual tendría un presupuesto estimado de 1.3 millones de euros.
En octubre de 2022, se anunció que el rodaje de la película, el cual tuvo lugar íntegramente en Madrid, había concluido, y que la cinta estaría protagonizada por Lucas Nabor, Jorge Motos, Eduardo Rosa, Catalina Sopelana, Pedro Rubio y Felipe Pirazán.

## Lanzamiento y marketing
El 5 de junio, Begin Again Films anunció que estrenaría El aspirante en cines españoles el 20 de septiembre de 2024. Quince días después, el 20 de junio de 2024, el tráiler de la película fue lanzado. En julio de 2024, se desveló que la película tendría su estreno festival en la edición física del Atlántida Film Festival de 2024 en Mallorca el día 23 de ese mes.